# Henry Wise
Pour les articles homonymes, voir Wise.
Henry Wise (baptisé le 4 septembre 1653 – 15 décembre 1738) est un jardinier, designer et pépiniériste anglais.

## Biographie
Il est l'apprenti de George London, travaillant à la Brompton Nursery, sur le site actuel du Victoria and Albert Museum de Londres. Les deux hommes travaillent ensuite en partenariat sur les parterres de Hampton Court, de l'hôpital de Chelsea, de Longleat, de Chatsworth, de Melbourne Hall, de Wimpole Hall et de Château Howard, s'inspirant de gravures de jardins contemporains en France et aux Pays-Bas.
Wise et London traduisent en anglais deux textes français bien connus sur le jardinage. L'ouvrage qui en résulte s'intitule « The Retir'd Gard'ner, in Two Volumes: the Whole Revis'd, avec plusieurs modifications et ajouts, qui le rendent approprié à notre culture anglaise ». Le livre est imprimé à Londres en 1706 et connait plusieurs impressions grâce à sa popularité.
Les jardins de Kensington sont aménagés par Henry Wise et Charles Bridgeman avec des éléments à la mode, notamment l'étang rond, des avenues formelles et un jardin hollandais en contrebas.
La reine Anne et le roi George Ier le nomment au poste de jardinier royal. Bien que la pépinière de Brompton soit passée entre d'autres mains, Wise conserve la maison, Brompton Park. Son testament, en 1734, ordonne à son héritier de déplacer toutes les peintures restantes à Brompton dans sa maison de Warwick.
Wise s'enrichit avec son activité de jardinier et achète le manoir du Prieuré de Warwick. Il achète le domaine et le manoir et s'y retire comme hobereau en 1727 . Henry Wise est décédé au Prieuré le 15 décembre 1738.
L'écrivain et concepteur de jardins Stephen Switzer s'est formé auprès de London and Wise.